# Together at Home
Together at Home foi uma série de shows virtuais transmitidos por canais de televisão e pela internet no mundo todo, alimentada  pela Global Citizen em apoio à Organização Mundial da Saúde, a fim de promover o distanciamento físico social durante a pandemia de coronavírus 2019–2020 além de agradecer aos dos profissionais de saúde de todos os países que lutavam contra a doença por seu trabalho e exaltar seus feitos. Dias depois todas as apresentações do evento se tornaram parte integrante de um álbum oficial da One World: Together at Home.

## Participantes
- Steve Aoki[7]
- The Rolling Stones[8]
- Paul McCartney[9]
- Elton John[10]
- Jon Batiste[11]
- James Bay[5]
- Camila Cabello[7]
- Celeste[7]
- Common[12]
- Lady Gaga[13]
- G Flip[14]
- Gloria Gaynor[15]
- H.E.R.[16]
- Niall Horan[17]
- Julianne Hough[17]
- Dermot Kennedy[18]
- Ha*Ash[18]
- Jack Johnson[19]
- Vance Joy[14]
- Koffee[20]
- Amy Lee[21]
- John Legend[22][23]
- Anne-Marie[24]
- Ziggy Marley[25]
- Chris Martin[7]
- Carla Morrison[26]
- OneRepublic[17]
- Charlie Puth[27]
- Wesley Schultz[28]
- Guy Sebastian[14]
- Amy Shark[29]
- Tarja Turunen[30]
- Rufus Wainwright[31]
- Within Temptation[32]
- Years & Years[29]

## One World: Together at Home
O evento foi transmitido digitalmente no dia 18 de abril em diversas plataformas incluindo YouTube, Facebook, Instagram e Twitter e também pela televisão em diversos canais do mundo todo. Durante a coletiva de imprensa, Lady Gaga informou que nos últimos 7 dias, a indústria do entretenimento levantou cerca de 35 milhões de dólares para o fundo de solidariedade da OMS.